# اس‌اس منتانا
اس‌اس منتانا (به انگلیسی: SS Montanan) یک زیردریایی بود که طول آن ۴۰۷ فوت ۷ اینچ (۱۲۴٫۲۳ متر) بود. این زیردریایی در سال ۱۹۱۳ ساخته شد.